# マーレン・ルンビ
- マーレン・ルンビュ
- マーレン・ルンビー
- マーレン・ルンドビー

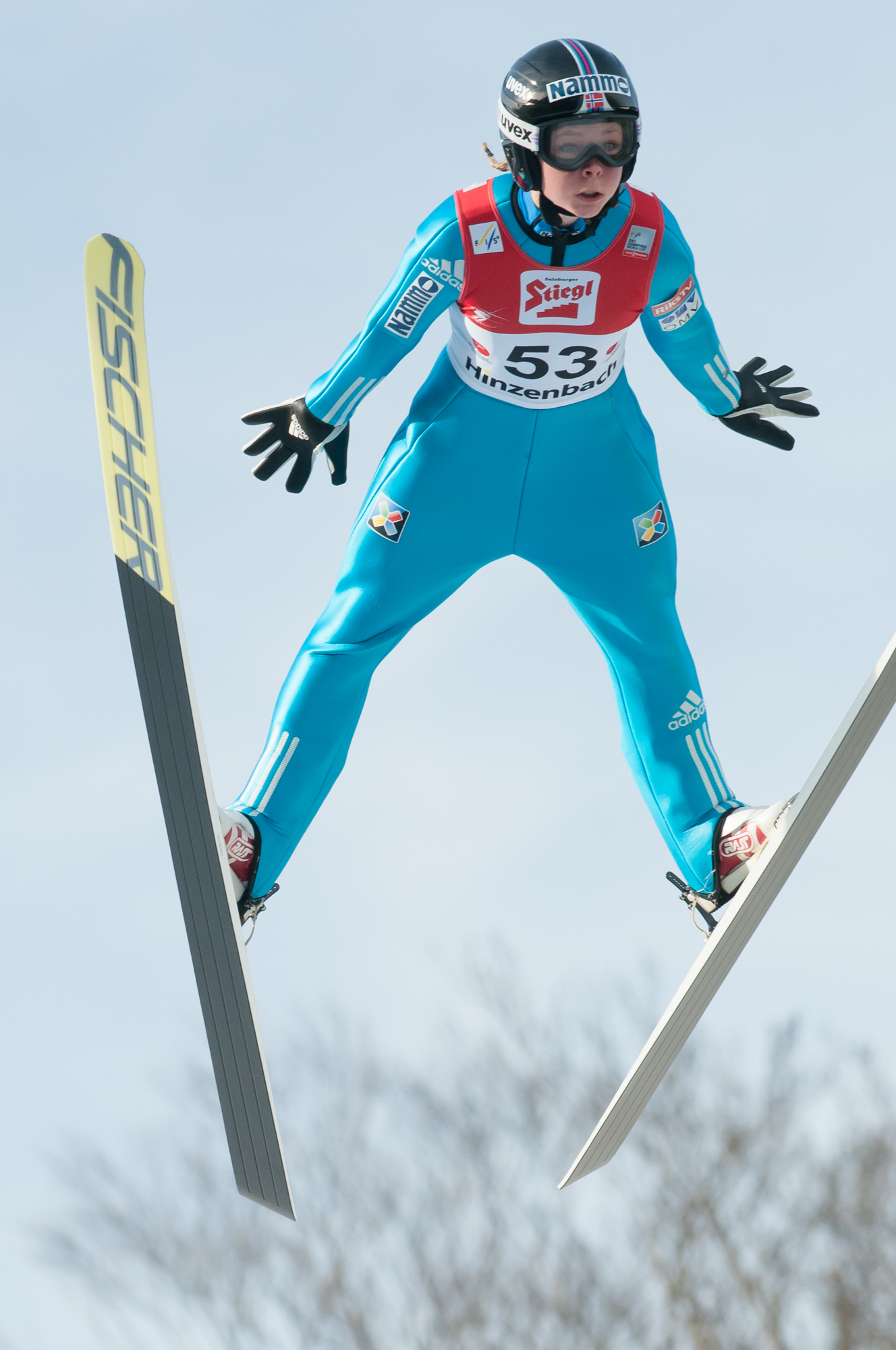
2016年

マーレン・オルスタッド・ルンビ (Maren Olstad Lundby、1994年9月7日 - ) は、ノルウェーの女子スキージャンプ選手である。2018年平昌オリンピック金メダリスト、世界選手権金メダリスト。

## キャリア
2007年8月のコンチネンタルカップに12歳で国際大会デビューし、56位だった。 2008年のジュニア世界選手権ザコパネ大会（ ポーランド）では30位だった。
2009年、ジュニア世界選手権シュトルプスケ・プレソ大会( スロバキア)では34位、2月13日のコンチネンタルカップノトデン大会（ ノルウェー）では、自身最高の20位となった。初めての世界選手権出場となった世界選手権リベレツ大会（ チェコ）では22位だった。
2009/10シーズンは、ジュニア世界選手権ヒンターツァルテン大会（ ドイツ）で失格となった。
2010/11シーズンは、 世界選手権オスロ大会（ ノルウェー）では11位だった。ジュニア世界選手権オテパー大会（ エストニア）では個人26位となった。
2011/12シーズンから始まったワールドカップの初戦 リレハンメル}大会( ノルウェー）に出場し17位だった。第7戦のヒンツェンバッハ大会（ オーストリア）の13位が最高で、総合成績は26位だった。2012年ジュニア世界選手権エルズルム大会（ トルコ）では個人9位、団体6位となった。ワールドカップリレハンメル大会混合団体でトム・ヒルデ、アネッテ・サーゲン、アンデシュ・バーダルらと優勝した。
2012/13シーズンはワールドカップ最高位は10位で、総合23位。ジュニア世界選手権リベレツ大会（ チェコ）では個人20位、団体4位となった。
2013/14シーズンはワールドカップルシュノヴ大会（ ルーマニア）個人戦で2位となり、初めて表彰台に登壇するなど、総合7位で終えた。2014年ソチオリンピックでは8位であった。
2014/15シーズンはワールドカップルシュノヴ大会の3位が最高で、総合14位であった。世界選手権ファールン大会（ スウェーデン）では混合団体で銀メダルを獲得した。
2015/16シーズン、ワールドカップ第1戦のリレハンメル大会と第9戦のオーベルストドルフ大会 ( ドイツ)で3位、第10戦のオスロ大会（ホルメンコーレン）では2位となり、総合6位であった。
2016/17シーズンはワールドカップ第3戦のニジニ・タギル大会（ ロシア）で初優勝、第8戦札幌大会、第11戦ルシュノヴ大会、第15戦リュブノ大会（ スロベニア）でも優勝し計4勝を挙げ、総合3位となった。世界選手権ラハティ大会（ フィンランド）では個人4位、混合団体5位であった。
2017/18シーズンは、ワールドカップ個人戦9勝など15戦全てで表彰台に上がり、初のワールドカップ総合優勝となるとともに平昌オリンピック女子ノーマルヒルでも金メダルを獲得した。
2018/19シーズンは、ワールドカップ第3戦で22位に沈み、初勝利が年明けの第8戦札幌大会（大倉山）になるなどやや出遅れたが第11戦蔵王大会から第16戦リュブノ大会にかけて6連勝し、終わってみれば12勝を含む19回表彰台に上がり総合連覇を達成した。世界選手権ゼーフェルト大会（ オーストリア）では、女子個人ノーマルヒルで金メダル、混合団体、女子団体で銅メダルを獲得した。
2019/20シーズンはキアラ・ヘルツルやエヴァ・ピンケルニヒの台頭で苦戦したものの5勝し、3年連続総合優勝を果たした。
2020/21シーズンは初戦から苦戦し表彰台登壇さえなかったものの、世界選手権オーベルストドルフ大会（ ドイツ）では復活し、ノーマルヒル銀メダル、女子団体銅メダル、混合団体銀メダル、今大会から採用されたラージヒルでは金メダルを獲得した。

## 主な成績

### 冬季オリンピック
- 2014年ソチオリンピック ( ロシア)
  - 女子個人ノーマルヒル 8位
- 2018年平昌オリンピック ( 韓国)
  - 女子個人ノーマルヒル 優勝

### ノルディックスキー世界選手権
- 2009年リベレツ大会 ( チェコ)
  - 個人ノーマルヒル 22位
- 2011年オスロ大会 ( ノルウェー)
  - 個人ノーマルヒル 11位
- 2013年ヴァル・ディ・フィエンメ大会 ( イタリア)
  - 個人ノーマルヒル 25位
  - 混合団体 4位[1]
- 2015年ファールン大会 ( スウェーデン)
  - 個人ノーマルヒル 15位
  - 混合団体 2位[2]
- 2017年ラハティ大会 ( フィンランド)
  - 個人ノーマルヒル 4位
  - 混合団体 5位[3]
- 2019年ゼーフェルト大会 ( オーストリア)
  - 個人ノーマルヒル 優勝
  - 混合団体 3位[4]
  - 女子団体 3位[5]
- 2021年オーベルストドルフ ( ドイツ)
  - 個人ノーマルヒル 2位
  - 個人ラージヒル 優勝
  - 混合団体 2位[6]
  - 女子団体 3位[7]

### ジュニア世界選手権
- 2008年ザコパネ大会（ ポーランド）
  - 女子個人 30位
- 2009年シュトルブスケ・プレソ大会（ スロバキア）
  - 女子個人 34位
- 2010年ヒンターツァルテン大会（ ドイツ）
  - 女子個人 失格
- 2011年オテパー大会（ エストニア）
  - 女子個人 26位
- 2012年エルズルム大会（ トルコ）
  - 女子個人 9位
  - 女子団体 6位
- 2013年リベレツ大会（ チェコ）
  - 女子個人 20位
  - 女子団体 4位
- 2014年プレダッツォ大会（ イタリア）
  - 女子個人 3位

### ワールドカップ
- 通算 優勝30回、2位19回、3位12回（2020/21シーズンまで）

| 個人総合成績 | 個人総合成績 | 個人総合成績 | 個人総合成績 | 個人総合成績 | 個人総合成績 |
| シーズン     | 総合         | 優勝         | 準優勝       | 3位          |              |
| ------------ | ------------ | ------------ | ------------ | ------------ | ------------ |
| 2011/12      | 26位         | 0            | 0            | 0            |              |
| 2012/13      | 23位         | 0            | 0            | 0            |              |
| 2013/14      | 07位         | 0            | 1            | 0            |              |
| 2014/15      | 14位         | 0            | 0            | 1            |              |
| 2015/16      | 06位         | 0            | 1            | 3            |              |
| 2016/17      | 3位          | 4            | 2            | 4            |              |
| 2017/18      | 優勝         | 9            | 4            | 2            |              |
| 2018/19      | 優勝         | 12           | 6            | 1            |              |
| 2019/20      | 優勝         | 5            | 6            | 1            |              |
| 2020/21      | 08位         | 0            | 0            | 0            |              |
| 合計         | ----         | 30           | 19           | 12           |              |

| ワールドカップ個人表彰台 | ワールドカップ個人表彰台 | ワールドカップ個人表彰台 | ワールドカップ個人表彰台 | ワールドカップ個人表彰台 |
| シーズン                 | 開催日                   | 開催地                   | ヒルサイズ               | 成績                     |
| ------------------------ | ------------------------ | ------------------------ | ------------------------ | ------------------------ |
| 2013/14                  | 3月1日                   | ルシュノヴ               | 100                      | 準優勝                   |
| 2014/15                  | 2月7日                   | ルシュノヴ               | 100                      | 3位                      |
| 2015/16                  | 12月4日                  | リレハンメル             | 100                      | 3位                      |
| 2015/16                  | 1月31日                  | オーベルストドルフ       | 106                      | 3位                      |
| 2015/16                  | 2月4日                   | オスロ                   | 134                      | 準優勝                   |
| 2015/16                  | 2月6日                   | ヒンツェンバッハ         | 94                       | 3位                      |
| 2016/17                  | 12月10日                 | ニジニ・タギル           | 100                      | 優勝(1)                  |
| 2016/17                  | 1月14日                  | 札幌                     | 100                      | 準優勝                   |
| 2016/17                  | 1月15日                  | 札幌                     | 100                      | 優勝(2)                  |
| 2016/17                  | 1月21日                  | 蔵王                     | 103                      | 3位                      |
| 2016/17                  | 1月28日                  | ルシュノヴ               | 100                      | 優勝(3)                  |
| 2016/17                  | 1月29日                  | ルシュノヴ               | 100                      | 準優勝                   |
| 2016/17                  | 2月5日                   | ヒンツェンバッハ         | 94                       | 3位                      |
| 2016/17                  | 2月11日                  | リュブノ                 | 95                       | 優勝(4)                  |
| 2016/17                  | 2月16日                  | 平昌                     | 109                      | 3位                      |
| 2016/17                  | 3月12日                  | オスロ                   | 134                      | 3位                      |
| 2017/18                  | 12月1日                  | リレハンメル             | 98                       | 優勝(5)                  |
| 2017/18                  | 12月2日                  | リレハンメル             | 98                       | 準優勝                   |
| 2017/18                  | 12月3日                  | リレハンメル             | 138                      | 準優勝                   |
| 2017/18                  | 12月17日                 | ヒンターツァルテン       | 108                      | 優勝(6)                  |
| 2017/18                  | 1月13日                  | 札幌                     | 100                      | 優勝(7)                  |
| 2017/18                  | 1月14日                  | 札幌                     | 100                      | 優勝(8)                  |
| 2017/18                  | 1月19日                  | 蔵王                     | 102                      | 優勝(9)                  |
| 2017/18                  | 1月21日                  | 蔵王                     | 102                      | 優勝(10)                 |
| 2017/18                  | 1月27日                  | リュブノ                 | 96                       | 優勝(11)                 |
| 2017/18                  | 1月28日                  | リュブノ                 | 96                       | 準優勝                   |
| 2017/18                  | 3月3日                   | ルシュノヴ               | 100                      | 準優勝                   |
| 2017/18                  | 3月4日                   | ルシュノヴ               | 100                      | 優勝(12)                 |
| 2017/18                  | 3月11日                  | オスロ                   | 134                      | 優勝(13)                 |
| 2017/18                  | 3月24日                  | オーベルストドルフ       | 106                      | 3位                      |
| 2017/18                  | 3月25日                  | オーベルストドルフ       | 106                      | 3位                      |
| 2018/19                  | 11月30日                 | リレハンメル             | 98                       | 準優勝                   |
| 2018/19                  | 12月1日                  | リレハンメル             | 98                       | 準優勝                   |
| 2018/19                  | 12月16日                 | プレマノン               | 90                       | 準優勝                   |
| 2018/19                  | 1月12日                  | 札幌                     | 137                      | 3位                      |
| 2018/19                  | 1月13日                  | 札幌                     | 137                      | 優勝(14)                 |
| 2018/19                  | 1月20日                  | 蔵王                     | 102                      | 優勝(15)                 |
| 2018/19                  | 1月26日                  | ルシュノヴ               | 100                      | 優勝(16)                 |
| 2018/19                  | 1月27日                  | ルシュノヴ               | 100                      | 優勝(17)                 |
| 2018/19                  | 2月2日                   | ヒンツェンバッハ         | 94                       | 優勝(18)                 |
| 2018/19                  | 2月3日                   | ヒンツェンバッハ         | 94                       | 優勝(19)                 |
| 2018/19                  | 2月8日                   | リュブノ                 | 96                       | 優勝(20)                 |
| 2018/19                  | 2月10日                  | リュブノ                 | 96                       | 3位                      |
| 2018/19                  | 2月16日                  | オーベルストドルフ       | 137                      | 優勝(21)                 |
| 2018/19                  | 2月17日                  | オーベルストドルフ       | 137                      | 優勝(22)                 |
| 2018/19                  | 3月12日                  | リレハンメル             | 140                      | 優勝(23)                 |
| 2018/19                  | 3月14日                  | トロンハイム             | 138                      | 優勝(24)                 |
| 2018/19                  | 3月22日                  | ニジニ・タギル           | 97                       | 準優勝                   |
| 2018/19                  | 3月23日                  | ニジニ・タギル           | 97                       | 準優勝                   |
| 2018/19                  | 3月24日                  | チャイコフスキー         | 140                      | 優勝(25)                 |
| 2019/20                  | 12月7日                  | リレハンメル             | 140                      | 優勝(26)                 |
| 2019/20                  | 12月8日                  | リレハンメル             | 140                      | 優勝(27)                 |
| 2019/20                  | 1月11日                  | 札幌                     | 137                      | 準優勝                   |
| 2019/20                  | 1月12日                  | 札幌                     | 137                      | 準優勝                   |
| 2019/20                  | 1月19日                  | 蔵王                     | 102                      | 3位                      |
| 2019/20                  | 1月26日                  | ルシュノヴ               | 100                      | 優勝(38)                 |
| 2019/20                  | 2月1日                   | オーベルストドルフ       | 137                      | 準優勝                   |
| 2019/20                  | 2月2日                   | オーベルストドルフ       | 137                      | 準優勝                   |
| 2019/20                  | 2月8日                   | ヒンツェンバッハ         | 90                       | 準優勝                   |
| 2019/20                  | 2月23日                  | リュブノ                 | 94                       | 優勝(29)                 |
| 2019/20                  | 3月9日                   | リレハンメル             | 140                      | 準優勝                   |
| 2019/20                  | 3月10日                  | リレハンメル             | 140                      | 優勝(27)                 |

| 混合団体 | 混合団体 | 混合団体     | 混合団体   | 混合団体 | 混合団体                                                 |
| シーズン | 開催日   | 開催地       | ヒルサイズ | 成績     | メンバー                                                 |
| -------- | -------- | ------------ | ---------- | -------- | -------------------------------------------------------- |
| 2012/13  | 12月23日 | リレハンメル | 100        | 優勝     | トム・ヒルデ、アネッテ・サーゲン、アンデシュ・バーダル   |
| 2013/14  | 12月6日  | リレハンメル | 100        | 3位      | ルネ・ヴェルタ、アネッテ・サーゲン、アンデシュ・バーダル |

### 国内大会
| ノルウェーノルディックスキー選手権 | ノルウェーノルディックスキー選手権 | ノルウェーノルディックスキー選手権 | ノルウェーノルディックスキー選手権 |
| ---------------------------------- | ---------------------------------- | ---------------------------------- | ---------------------------------- |
| Bronze                             | ノルウェー 2009 Vikersund          | Bronze im Einzel Normalschanze     |                                    |
| Bronze                             | ノルウェー 2009 Raufoss            | Bronze im Einzel Normalschanze     |                                    |
| Gold                               | ノルウェー 2011 Sprova             | Gold im Einzel Normalschanze       |                                    |
| Bronze                             | ノルウェー 2011 Vikersund          | Bronze im Einzel Großschanze       |                                    |
| Gold                               | ノルウェー 2014 Trysil             | Gold im Einzel Normalschanze       |                                    |
| Gold                               | ノルウェー 2015 Notodden           | Gold im Einzel Normalschanze       |                                    |